# Elif Shafak
Elif Shafak, turška pisateljica, * 25. oktober 1971, Francija.
Elif Shafak je ena najvidnejših sodobnih turških avtoric. 
V Franciji rojena nomadka, ki trenutno živi med Istanbulom in Arizono, tudi v svojih romanih prevprašuje in prestopa navidezno samoumevne in nespremenljive delitve, npr. med moškim in ženskim, vzhodom in zahodom. Je tudi doktorica družbenih ved, ki se ukvarja s problemi spolnih in kulturnih identitet, nacionalizma in islama, kot angažirana intelektualka in aktivistka pa redno piše za vrsto turških medijev. 
Potem ko je do tridesetega leta v Turčiji pobrala vse pomembne literarne nagrade, se je odločila za vzporedno ustvarjanje v angleščini, čeprav zato ni opustila pisanja v turščini. 
Pankrt iz Istanbula je njen drugi roman, napisan v angleščini.